# Fockendorf
Fockendorf es un municipio situado en el distrito de Altenburger Land, en el estado federado de Turingia (Alemania), a una altitud de 160 metros. Su población a finales de 2016 era de unos 800 habitantes y su densidad poblacional, 90 hab/km².
Se encuentra junto a la frontera con el estado de Sajonia. Dentro del distrito, el municipio está asociado a la mancomunidad (Verwaltungsgemeinschaft) de Pleißenaue, cuya capital es Treben. En su territorio se incluye la pedanía de Pahna, localidad de algo más de cien habitantes que fue municipio hasta su integración en el término municipal de Fockendorf en 1950.
Se conoce su existencia desde 1272. Entre 1692 y 1995, la localidad albergó una importante fábrica de papel, que actualmente se conserva como monumento histórico y museo. Antes de la unificación de Turingia en 1920, la localidad perteneció al ducado de Sajonia-Altemburgo.